# Albánia az 1996. évi nyári olimpiai játékokon
Albánia az egyesült államokbeli Atlantában megrendezett 1996. évi nyári olimpiai játékok egyik részt vevő nemzete volt. Az országot az olimpián 5 sportágban 7 sportoló képviselte, akik érmet nem szereztek.

## Atlétika
| Versenyző      | Versenyszám   | Selejtező | Selejtező | Döntő    | Döntő    |
| Versenyző      | Versenyszám   | Eredmény  | Helyezés  | Eredmény | Helyezés |
| -------------- | ------------- | --------- | --------- | -------- | -------- |
| Vera Bitanji   | Hármasugrás   | 12,82 m   | 25.       | kiesett  | kiesett  |
| Mirela Manjani | Gerelyhajítás | 55,64 m   | 24.       | kiesett  | kiesett  |

## Birkózás
Szabadfogású
| Versenyző         | Versenyszám | 32-es főtábla          | Nyolcaddöntő      | Negyeddöntő       | Elődöntő          | Vigaszág 2. kör               | Vigaszág 3. kör   | Vigaszág 4. kör   | Vigaszág 5. kör   | Vigaszág 6. kör   | Bronz- mérkőzés   | Döntő             | Helyezés |
| Versenyző         | Versenyszám | Ellenfél Eredmény      | Ellenfél Eredmény | Ellenfél Eredmény | Ellenfél Eredmény | Ellenfél Eredmény             | Ellenfél Eredmény | Ellenfél Eredmény | Ellenfél Eredmény | Ellenfél Eredmény | Ellenfél Eredmény | Ellenfél Eredmény | Helyezés |
| ----------------- | ----------- | ---------------------- | ----------------- | ----------------- | ----------------- | ----------------------------- | ----------------- | ----------------- | ----------------- | ----------------- | ----------------- | ----------------- | -------- |
| Shkelqim Troplini | 100 kg      | Oleg Ladik (CAN) · 0–7 |                   |                   |                   | Davud Məhəmmədov (AZE) · 0–10 | kiesett           | kiesett           | kiesett           | kiesett           | kiesett           |                   | 18.      |

## Kerékpározás

### Országúti kerékpározás
Férfi
| Versenyző    | Versenyszám   | Idő           | Helyezés      |
| ------------ | ------------- | ------------- | ------------- |
| Besnik Musaj | Mezőnyverseny | nem ért célba | nem ért célba |

## Sportlövészet
Női
| Versenyző       | Versenyszám   | Selejtező | Selejtező | Döntő   | Döntő    |
| Versenyző       | Versenyszám   | Pont      | Helyezés  | Pont    | Helyezés |
| --------------- | ------------- | --------- | --------- | ------- | -------- |
| Enkelejda Shehu | Sportpisztoly | 576       | 15.**     | kiesett | kiesett  |
| Enkelejda Shehu | Légpisztoly   | 377       | 21.*      | kiesett | kiesett  |
| Djana Mata      | Légpisztoly   | 363       | 38.       | kiesett | kiesett  |
| Djana Mata      | Sportpisztoly | 575       | 20.       | kiesett | kiesett  |

* - egy másik versenyzővel azonos eredményt ért el

** - négy másik versenyzővel azonos eredményt ért el

## Súlyemelés
| Versenyző    | Versenyszám | Szakítás | Szakítás | Lökés    | Lökés    | Összesen | Helyezés |
| Versenyző    | Versenyszám | Eredmény | Helyezés | Eredmény | Helyezés | Összesen | Helyezés |
| ------------ | ----------- | -------- | -------- | -------- | -------- | -------- | -------- |
| Ilirjan Suli | 76 kg       | 147,5    | 14.*     | 175,0    | 15.*     | 322,5    | 14.      |

* - egy másik versenyzővel azonos eredményt ért el